# Parapseudes fitzroyi
Parapseudes fitzroyi is een naaldkreeftjessoort uit de familie van de Parapseudidae. De wetenschappelijke naam van de soort is voor het eerst geldig gepubliceerd in 2012 door Bamber.